# Igli
Igli là một đô thị thuộc tỉnh Béchar, Algérie. Dân số thời điểm năm 2002 là 5.474 người.

## Khí hậu
Igli có khí hậu sa mạc nóng (phân loại khí hậu Köppen BWh).
| Dữ liệu khí hậu của Igli                | Dữ liệu khí hậu của Igli | Dữ liệu khí hậu của Igli | Dữ liệu khí hậu của Igli | Dữ liệu khí hậu của Igli | Dữ liệu khí hậu của Igli | Dữ liệu khí hậu của Igli | Dữ liệu khí hậu của Igli | Dữ liệu khí hậu của Igli | Dữ liệu khí hậu của Igli | Dữ liệu khí hậu của Igli | Dữ liệu khí hậu của Igli | Dữ liệu khí hậu của Igli | Dữ liệu khí hậu của Igli |
| Tháng                                   | 1                        | 2                        | 3                        | 4                        | 5                        | 6                        | 7                        | 8                        | 9                        | 10                       | 11                       | 12                       | Năm                      |
| --------------------------------------- | ------------------------ | ------------------------ | ------------------------ | ------------------------ | ------------------------ | ------------------------ | ------------------------ | ------------------------ | ------------------------ | ------------------------ | ------------------------ | ------------------------ | ------------------------ |
| Trung bình ngày tối đa °C (°F)          | 18.2 (64.8)              | 21.5 (70.7)              | 25.3 (77.5)              | 29.9 (85.8)              | 34.5 (94.1)              | 39.7 (103.5)             | 43.7 (110.7)             | 42.0 (107.6)             | 37.1 (98.8)              | 30.1 (86.2)              | 23.2 (73.8)              | 18.7 (65.7)              | 30.3 (86.6)              |
| Trung bình ngày °C (°F)                 | 10.6 (51.1)              | 13.8 (56.8)              | 17.7 (63.9)              | 22.1 (71.8)              | 26.6 (79.9)              | 31.7 (89.1)              | 35.6 (96.1)              | 34.2 (93.6)              | 29.8 (85.6)              | 23.0 (73.4)              | 16.6 (61.9)              | 11.8 (53.2)              | 22.8 (73.0)              |
| Tối thiểu trung bình ngày °C (°F)       | 3.5 (38.3)               | 6.2 (43.2)               | 10.2 (50.4)              | 14.3 (57.7)              | 18.8 (65.8)              | 23.8 (74.8)              | 27.5 (81.5)              | 26.5 (79.7)              | 22.5 (72.5)              | 15.9 (60.6)              | 10.0 (50.0)              | 5.0 (41.0)               | 15.4 (59.6)              |
| Lượng Giáng thủy trung bình mm (inches) | 12 (0.5)                 | 8 (0.3)                  | 12 (0.5)                 | 7 (0.3)                  | 4 (0.2)                  | 2 (0.1)                  | 1 (0.0)                  | 2 (0.1)                  | 5 (0.2)                  | 9 (0.4)                  | 11 (0.4)                 | 11 (0.4)                 | 84 (3.4)                 |
| Nguồn: climate-data.org                 |                          |                          |                          |                          |                          |                          |                          |                          |                          |                          |                          |                          |                          |